# Falkenhagen (Lügde)
Falkenhagen gehört zu den zehn Stadtteilen der Stadt Lügde im Kreis Lippe in Nordrhein-Westfalen. Derzeitiger Ortsbürgermeister ist Marvin Dobrott.

## Geographie
Der Ort liegt auf einer Höhe von 383 m ü. NHN, rund sieben Kilometer südöstlich der Kernstadt Lügde. Seine Fläche beträgt 5,698 km². 

## Geschichte
1231 wurde für Falkenhagen urkundlich erstmals eine Kirche erwähnt. 1247 entstand dort das Kloster Falkenhagen, das erste Kloster auf lippischem Boden. Es wurde vom Grafen Volkwin IV. von Schwalenberg gegründet und entwickelte sich zum geistlichen Mittelpunkt der Gegend. Der Frauenkonvent lebte nach der Zisterzienserischen Regel, ohne dem Orden inkorporiert gewesen zu sein. 1407 wurde das Kloster in der Eversteinschen Fehde zerstört und fiel danach für einige Jahre wüst. 1432 übernahm der Kreuzherrenorden die wüst gefallene Klosterstätte, die ab 1442 wieder aufgebaut wurde. Als bedeutendster Prior in Falkenhagen gilt Heinrich von Bochholt, der von 1457 bis 1495 im Amt war. Zu seiner Amtszeit führte er das Kloster zu wirtschaftlicher und geistiger Blüte. 1518 lebten 89 Mönche in dem autarken Kloster, zu dem zahlreiche Wirtschaftsgebäude gehörten. Ab 1522 gingen die Kreuzherren daran, die zu ihrem Gebiet gehörenden ehemaligen wüsten Dörfer neu zu besiedeln. Nach Beginn der Reformation begann der Niedergang des Konvents, der 1596 aufgehoben wurde. Das aufgehobene Kloster teilten sich das Hochstift Paderborn und der Graf zur Lippe. 1603 übernahmen Jesuiten den Paderborner Anteil in Falkenhagen. Ab 1609 gelang es ihnen, die bis dahin protestantischen Nachbarorte teilweise zu rekatholisieren. Damit wurden einige Dörfer zur Hälfte katholisch, ein einmaliger Vorgang im protestantischen Lippe.
Nach der Klosterteilung wurde die ehemalige Klosterkirche Hauptkirche der ev.-ref. Kirchengemeinde, während die Jesuiten für die kath. Gemeinde 1695 eine eigene Kirche errichteten. Beide Kirchen sind heute geistlicher Mittelpunkt der zwei Pfarrgemeinden.

### 20. Jahrhundert
Die Gemeinde Falkenhagen wurde am 1. September 1921 aus Gebieten der Gemeinden Rischenau und Sabbenhausen sowie aus dem Gebiet der Meierei Falkenhagen neu gebildet.
Die vorher selbständige Gemeinde wurde im Rahmen der Kommunalreform am 1. Januar 1970 eingemeindet.

### Ortsname
Neben der Ersterwähnung als Valkenhagen im Jahre 1231 sind im Laufe der Jahrhunderte folgende Schreibweisen ebenfalls belegt: Valkenhaghen (1247), Falkenhaggen (1251), Walkenhagen (1262), Falkenhagen (1263), Valkenhage (1284), Valcenhagen (1305), Valkenhagen (1456 und 1479), Liliendayll (1489), Valckenhagen (1583), Falckenhagen (1612), Falckenhac und Falkenhae (1645) sowie Falckenhaga (1656).

## Sehenswürdigkeiten
Von der ehemaligen Klosteranlage sind heute nur noch die spätgotische Klosterkirche mit einem Teil des Kreuzgangs sowie das Refektorium und das ehemalige 1509 – der zur Hofseite weisende Querbalken trägt in gotischen Minuskeln die lateinische Inschrift „ANO DM M QUINGENTESIMO NONO“ (= Im Jahre des Herrn eintausend fünfhundert neun) – entstandene Dormitorium (Schlafhaus) erhalten, in dem sich heute das Pfarrhaus befindet. Es gilt als das älteste lippische Fachwerkhaus.
Das ehemalige Priorgebäude von 1581, wohl durch hessische Baumeister im spätgotischen Stil erbaut, ist seit 1929 Pfarrhaus der katholischen Gemeinde und wurde 1997–1999 aufwändig renoviert. 
Sehenswert ist außerdem die katholische Kirche, die 1695 im schlichten Barockstil erbaut wurde.

## Infrastruktur
In Falkenhagen gibt es eine evangelisch-reformierte und eine katholische Kirche, denen die umliegenden Dörfer zugeordnet sind. Seit dem 1. August 2013 ist der Pfarrstuhl der kath. Kirche vakant. Im Ort findet man eine Gaststätte mit Lebensmittelverkauf, einen städtischen Kindergarten, ein Freizeitheim und mehrere Gewerbebetriebe.

## Persönlichkeiten
- 1631 lebte der Jesuit Friedrich Spee von Langenfeld (1591–1635) im Kloster, der heute als der bedeutendste katholische Kirchenliederdichter des 17. Jahrhunderts gilt. Spee wandte sich mit seinem Werk Cautio Criminalis gegen die Hexenverfolgung in seiner Zeit.[7]

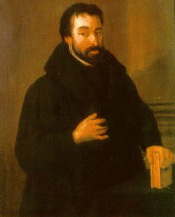
Zeitgenössisches Gemälde
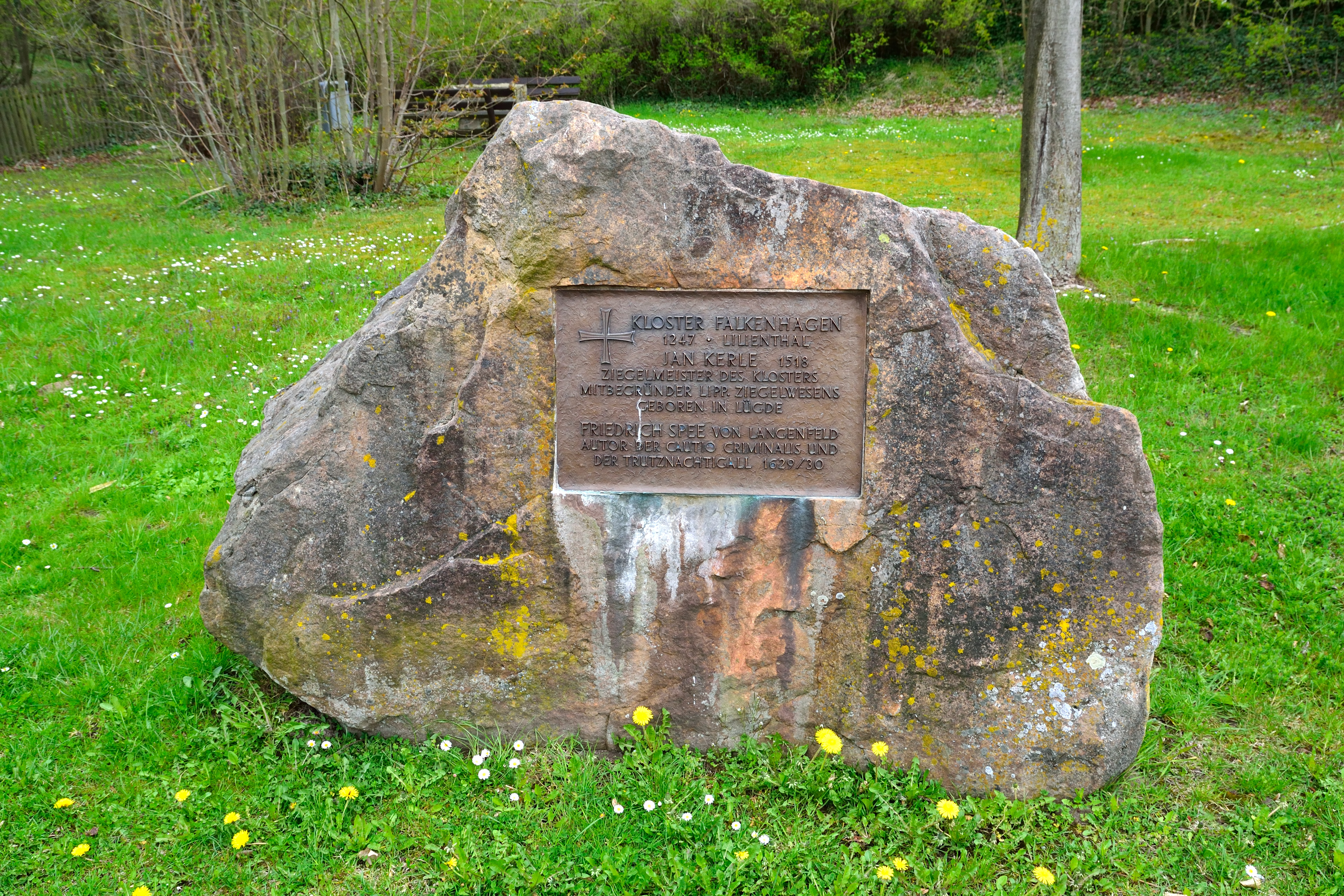
Gedenktafel

- Karl Lohmeyer (1868–1956), in Falkenhagen geboren, Gymnasialprofessor und Heimatforscher in Cuxhaven